# Архитектура Узбекистана
Архитектура Узбекистана отличается своеобразием. Многие[кто?] считают, что архитектура Узбекистана примечательна, несмотря на меняющиеся экономические условия, технический прогресс, демографические колебания и культурные сдвиги, которые пережила страна.
Известные архитектурные центры Узбекистана включают Самарканд, Бухару, Хиву, Шахрисабз, Термез и Коканд. Сохранились также различные древние архитектурные шедевры, в том числе дворцы, мавзолеи, мечети и минареты. Красочная мозаика, религиозные символы и абстрактные геометрические узоры также характеризуют архитектуру Узбекистана.
Археологические исследования Центральной Азии выявили архитектурные тенденции, параллельные ашельской эпохе. Фактически, остатки памятников как каменного, так и бронзового века были найдены в Сурхандарьинской, Ташкентской, Самаркандской, Ферганской и Навоийской областях страны. В средние века узбекская архитектура процветала благодаря тому, что она была центральным звеном на Великом шёлковом пути протяжённостью 11 000 километров (7 000 миль). Архитектура периода Тимуридов с XIV по XVI века, а также архитектура эпохи Шайбанидов в XVI веке внесли большой вклад в развитие исламской архитектуры. В XXI веке узбекская архитектура характеризуется балансом традиционного дизайна и современных инноваций.

## Доисламская архитектура
Самые ранние следы проживания человека на территории Узбекистана относятся к эпохе палеолита. Древние поселения доказывают, что самую раннюю архитектуру можно найти в Сапаллитепе (14-17 вв. до н. э.) и Джаркутане (9-14 вв. до н. э.). Буддийские памятники, а именно Фаяз-тепе и Кара-тепе, также были найдены в Сурхандарьинской области (1-3 вв. н. э.). Каждое из этих мест отражает разные этапы развития цивилизации Центральной Азии.
Древний город Хорезм — важный фактор узбекской архитектуры. Хорезм был основан за 982 года до вторжения Александра Македонского в Среднюю Азию, более 34 веков назад. Поселения древнего Хорезма характеризуются выдающейся архитектурой, такой как Джанбаскала (IV век до н. э.), Кои Крилганкала (II век до нашей эры — IV век нашей эры), Топраккала (I век до нашей эры — VI век нашей эры) и Аязкала (II век до нашей эры, на территории Республики Каракалпакстан).

## Исламская архитектура
Бухара, Самарканд и Хива сыграли жизненно важную роль в влиянии средневековой архитектуры на Узбекистан. Например, дворцы правителей, аристократические резиденции, рыночные площади, медресе и мавзолеи признаны исключительными архитектурными образцами.

### Кырк-Кыз
Особняк Кырк-Кыз («Сорок девушек») в Термезе, датируемый IX и X веками, является прекрасным образцом самобытной загородной усадьбы. Мавзолей Саманидов в Бухаре до сих пор остается прекрасным архитектурным сооружением периода раннего средневековья.

### Регистан

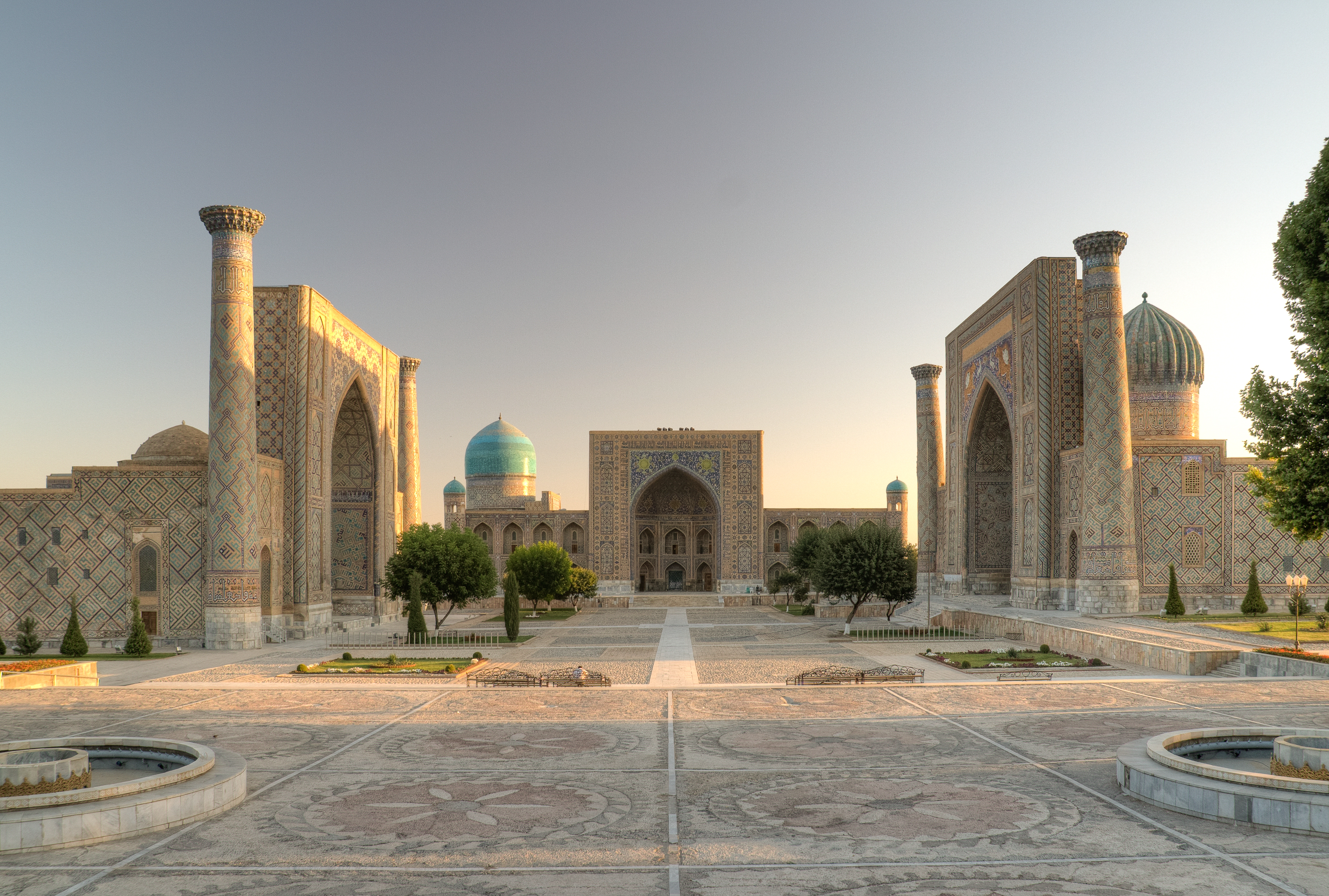
Площадь Регистан в Самарканде, где есть три медресе

В XI и XII веках Самарканд стал одним из крупных городов региона. Площадь Регистан была названа лордом Керзоном «самой благородной общественной площадью в мире» и остается главным произведением искусства и сердцем древнего города.
Регистан обрамлен тремя медресе (исламскими школами) самобытной исламской архитектуры: медресе Улугбека (1417—1420), медресе Тилля-Кари (1646—1660) и медресе Шердор (1619—1636).
Медресе Улугбека было построено в эпоху Тимуридской империи Тимура, известного как Тамерлан. В медресе есть стрельчатая арка (пиштак), или вход с главной площади. Высокие минареты выделяют каждый угол. Над входной аркой — мозаичное панно, украшенное геометрическим стилизованным орнаментом. Здание состоит из мечети и аудиторий, предназначенных для студентов. В стенах по осям расположены великолепные художественные галереи.
Медресе Шердор и Тилля-Кари были построены в 17 веке. На фасадах каждого медресе появляются мозаики с тиграми.

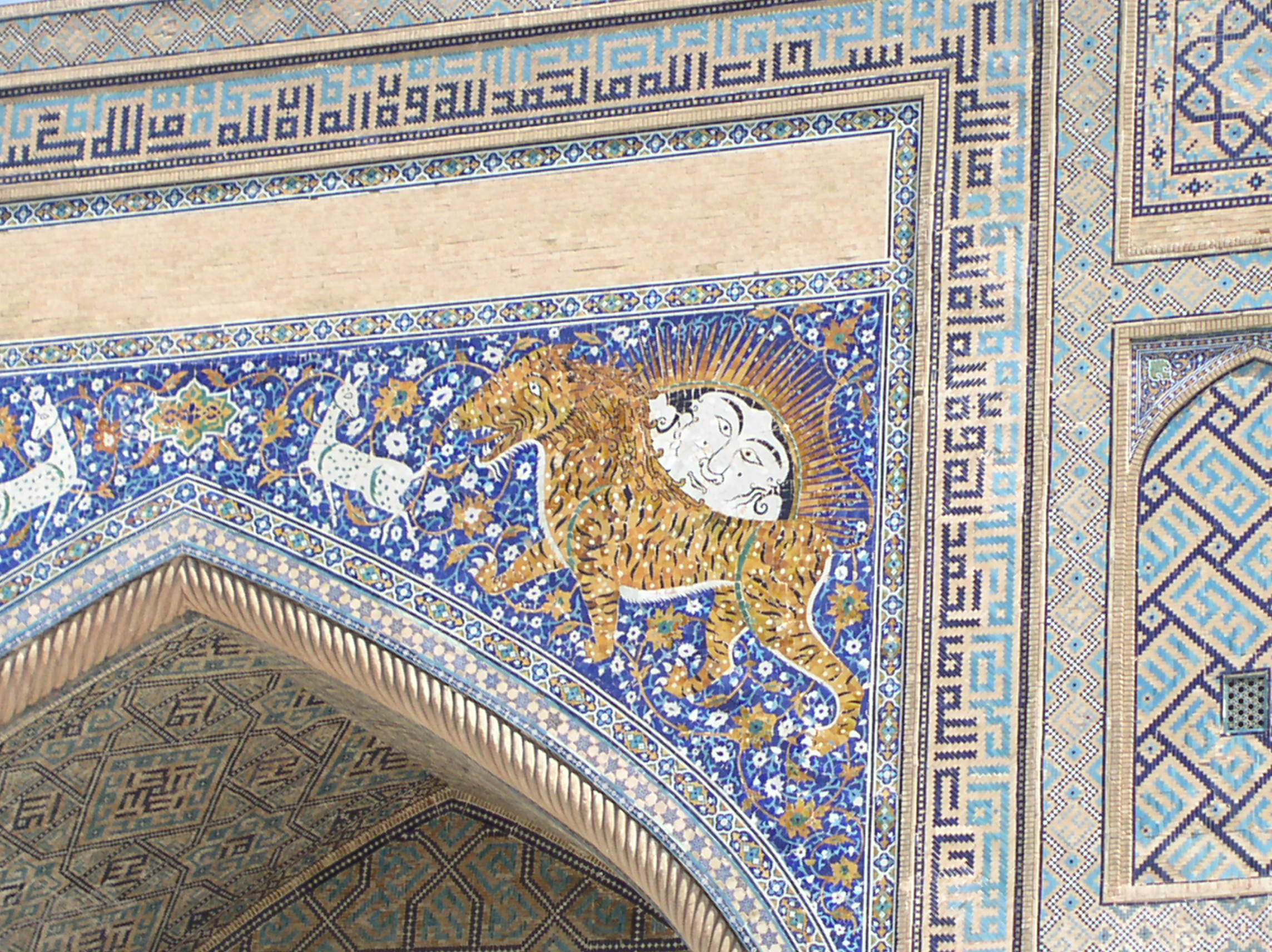
Изображение льва на медресе Шердор

Медресе Шердор имеет уникальные особенности, включая фигуры львов, тигров, оленей и человеческие лица. Это не только картины, но и особые символы власти согласно представлениям ислама. Красоту сочетания большого портала, украшенных колонн и других шедевров невозможно по-настоящему запечатлеть на фотографиях, и на них можно только намекнуть.
Медресе Тилля-Кари (что означает «покрытое золотом») известно как последнее, самое большое и самое великолепное сооружение на площади Регистан. Медресе Тилля-Кари имеет 120-метровый фасад, снимающий угнетающую симметричную ось площади. Композиция из минаретов по углам придает сил архитектуре медресе. Наружные сцены обогащены полихроматической плиткой с геометрическими узорами. В центре высокий пиштак делает каждый фасад более великолепным.
Архитектура времён Тимура хорошо передаёт XIII век. В частности, крепкие замки символизировали сильное правительство, власть и победу исламской цивилизации, в то время как рынки и жилые помещения символизировали роль торговли и сущность сложной городской жизни.

### Мечеть Биби-Ханым

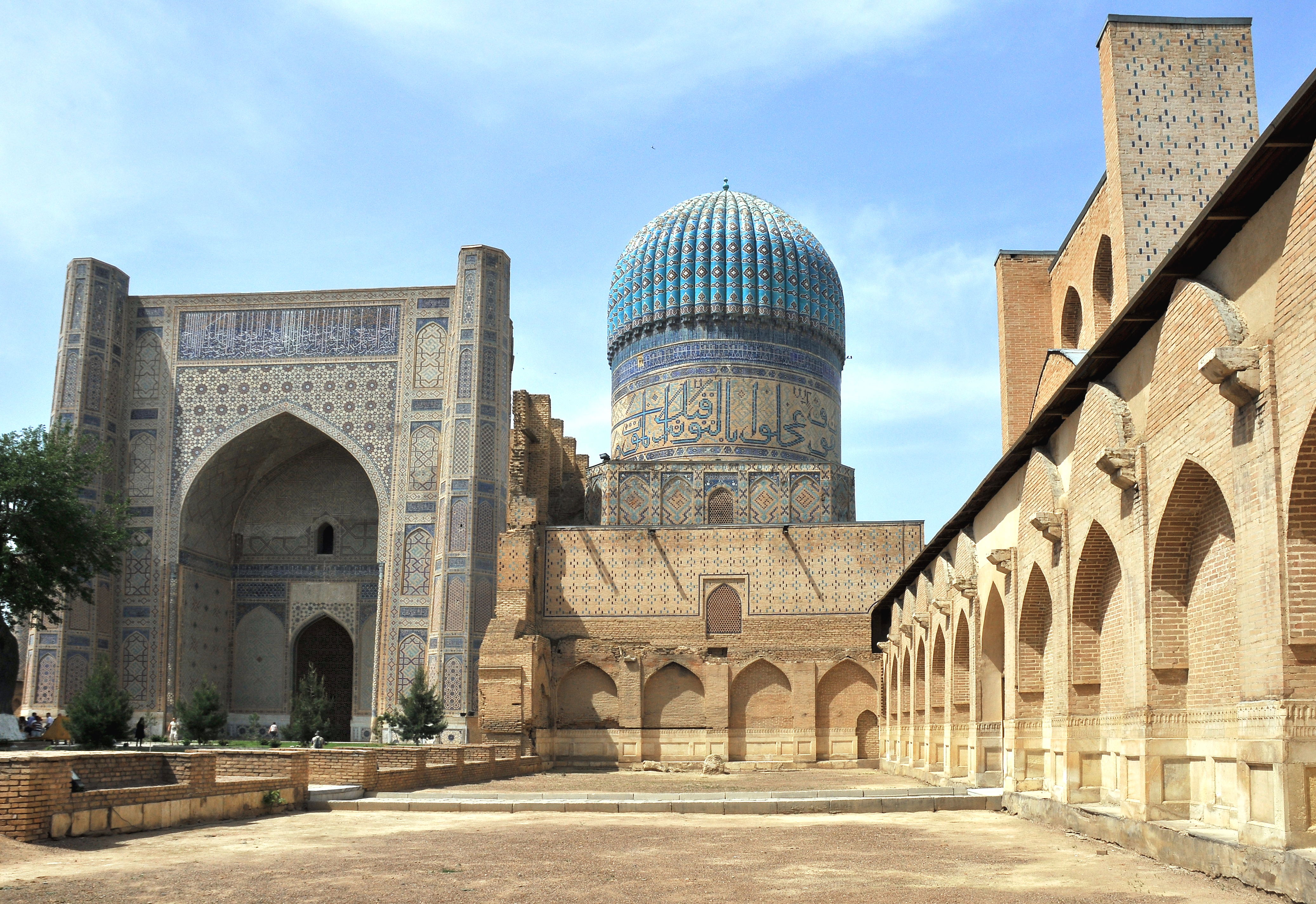
Мечеть Биби-Ханым

Одним из величайших памятников узбекской архитектуры является мечеть Биби-Ханым. Он имеет порталы высотой 115 футов, минареты высотой 165 футов, 400 куполов и большой двор. Ворота сделаны из семи различных металлов, а само здание сделано из мрамора и терракоты и украшено мозаикой и сине-золотыми фресками.
Период династии Тимуридов (XIV-XVI века) и эпоха Шайбанидов (XVI век) славится своими красочными архитектурными решениями, такими как купола бирюзового цвета, примером которых является купол Гур-Эмир (мавзолей Тимура) в Самарканде).

## 19 век
В конце XIX — начале XX века жилая архитектура стала ориентироваться на простых узбекских граждан. Повседневные здания отражают исторический фон, а также местные и современные условия региона. Например, дом в Бухаре может иметь закрытый характер и быть изолированным от уличного шума и пыли. Его изолированные помещения могут быть построены в соответствии с климатом, создавая уникальный микроклимат, подходящий как для жары, так и для холода. Другой пример — Хива, где есть открытая для ветра высокая терраса для создания благоприятного микроклимата в домах. В Фергане дома имеют раздвижные стены и ставни, часто украшают ниши, ганч (деревянное зодчество) и другие элементы. Несмотря на простоту конструкции, жилая архитектура по всей стране часто бывает рациональной, но все же демонстрирует самобытность узбекской культуры.
В заключение отметим, что особенности узбекской архитектуры сочетают традиционный дизайн, оригинальные конструкции и новаторский подход к микроклимату. Города Ташкент, Самарканд, Бухара и Хива славятся фантастическими архитектурными ансамблями, такими как Хазрат Имам, Регистан, Ляби Хаус и Ичан-Кала.